# Andreu Guerao
Andreu Guerao Mayoral (Barcellona, 17 giugno 1983) è un ex calciatore spagnolo, di ruolo centrocampista.

## Biografia
Ha un fratello Tonet, anch'egli calciatore, che gioca nel CD La Muela.

## Carriera
Cresciuto nelle giovanili del Barcellona, dopo una stagione allo Sporting de Gijón. Gioca l'ultima partita con lo Sporting Gijón il 10 novembre 2009 nel pareggio casalingo per 1-1 contro il Recreativo Huelva.
Alla fine di gennaio 2010 si è unito al Polonia Varsavia. Debutta con i nuovi compagni polacchi il 28 febbraio 2010 nella sconfitta fuori casa per 0-3 contro il Lech Poznań. Segna l'unico gol con il Polonia Varsavia l'11 maggio 2010 nella vittoria casalinga per 1-0 contro il Legia Varsavia. Gioca la sua ultima partita con il Polonia Varsavia il 25 maggio 2011 nel pareggio casalingo a reti inviolate contro il Górniczy Klub Sportowy Bełchatów. Si svincola a giugno del 2011.
Nel periodo estivo passa all'Auckland City. Debutta con l'Auckland City in OFC Champions League il 29 ottobre 2011 nella vittoria fuori casa per 1-4 contro il Koloale. Debutta in campionato il 6 novembre 2011 nella vittoria casalinga per 4-2 contro il Team Wellington. Gioca l'ultima partita nell'Auckland City il 18 dicembre 2011 nella vittoria casalinga per 3-0 contro l'Otago United.
Successivamente passa alla Dinamo Tbilisi. Debutta con la Dinamo il 22 febbraio 2012 nella vittoria casalinga per 1-0 contro il Sioni al 92'.